# جانگ جین
جانگ جین (کره‌ای: 장진؛ زادهٔ ۲۴ فوریه ۱۹۷۱) کارگردان فیلم، کارگردان نمایش، نمایشنامه‌نویس، فیلم‌نامه‌نویس، تهیه‌کننده فیلم و بازیگر اهل کره جنوبی است.